# Prionotus
Genre
Prionotus est un genre de poissons téléostéens de la famille des Triglidae.
La plupart des espèces de ce genre sont appelées grondin en français.

## Liste des espèces

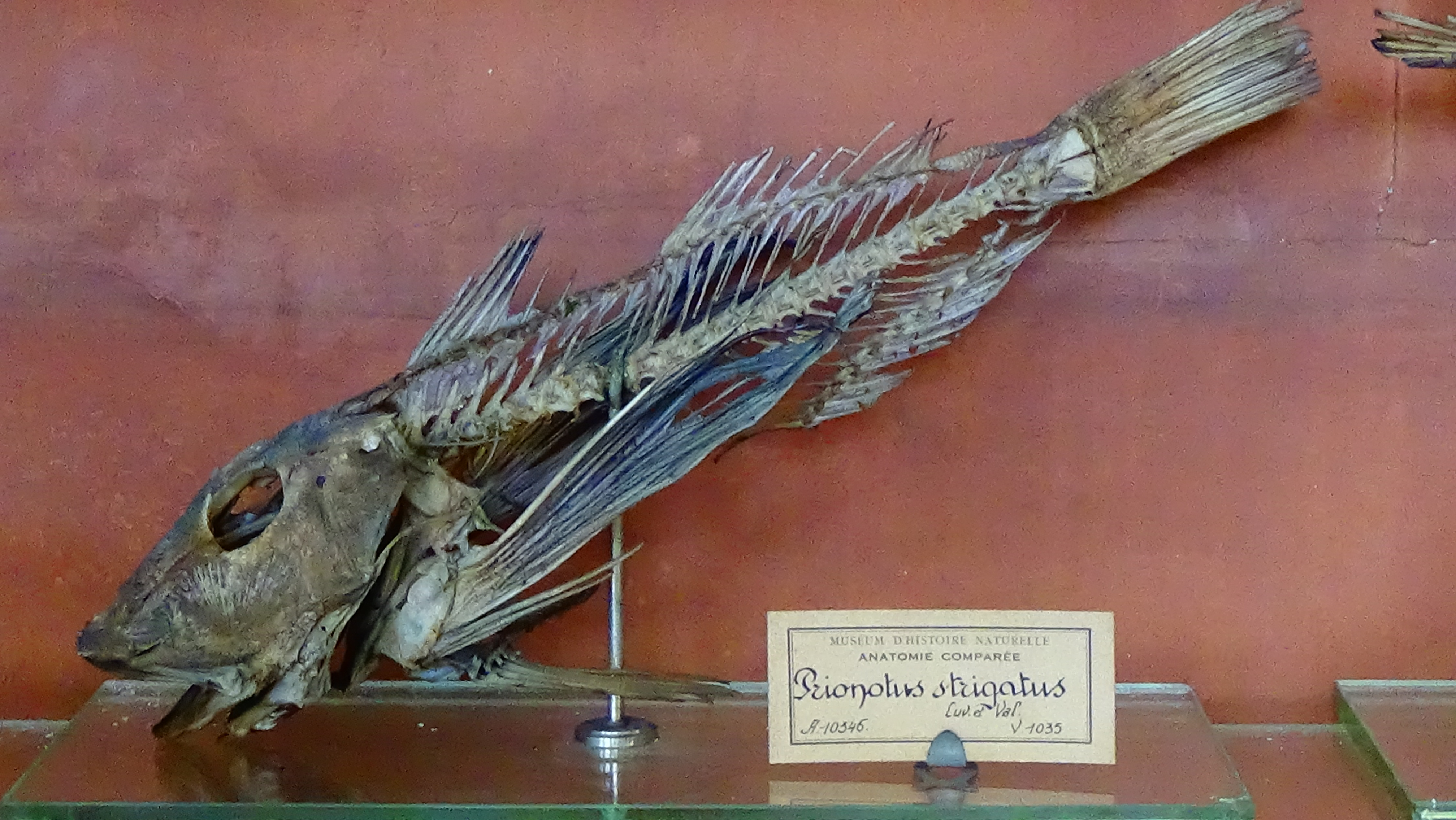
Prionotus evolans - Prionotus strigatus - squelette, MNHN, Paris

- Prionotus alatus Goode and Bean, 1883
- Prionotus albirostris Jordan and Bollman, 1890
- Prionotus beanii Goode in Goode and Bean, 1896
- Prionotus birostratus Richardson, 1844
- Prionotus carolinus (Linnaeus, 1771)[1]
- Prionotus evolans (Linnaeus, 1766)
- Prionotus horrens Richardson, 1844
- Prionotus longispinosus Teague, 1951
- Prionotus martis Ginsburg, 1950
- Prionotus miles Jenyns, 1840
- Prionotus murielae Mobray in Borodin, 1928
- Prionotus nudigula Ginsburg, 1950
- Prionotus ophryas Jordan and Swain, 1885
- Prionotus paralatus Ginsburg, 1950
- Prionotus punctatus (Bloch, 1793)
- Prionotus roseus Jordan and Evermann, 1887
- Prionotus rubio Jordan, 1886
- Prionotus ruscarius Gilbert and Starks, 1904
- Prionotus scitulus Jordan and Gilbert, 1882
- Prionotus stearnsi Jordan and Swain, 1885
- Prionotus stephanophrys Lockington, 1881
- Prionotus teaguei Briggs, 1956
- Prionotus tribulus Cuvier in Cuvier and Valenciennes, 1829